# Střelenský potok
Střelenský potok (nazývaný také Velkostřelenský potok nebo Střelná), který je levostranným přítokem řeky Odry, se nachází ve vojenském újezdu Libavá v pohoří Oderské vrchy (subprovincie pohoří Nízký Jeseník) v okrese Olomouc v Olomouckém kraji. Protože se potok nachází ve vojenském prostoru, je bez povolení veřejnosti nepřístupný. Střelenský potok protéká po celé své délce cca 7 km neobydlenou oblastí Evropsky významné lokality - Ptačí oblast Libavá.

## Místopis a příroda
Střelenský potok pramení pod kopcem Strážisko v Oderských vrších ve vojenském prostoru Libavá. Pak teče přibližně severním směrem pod kopcem Spálený, zámkem Bores a Olomouckým kopcem, míjí břidlicové doly, protéká dvěma rybníky a vtéká do zaniklé vesnice Velká Střelná, kde se stáčí přibližně východním směrem. Dále po proudu byl zdrojem vody pro zaniklý Velkostřelenský mlýn a za ním se zprava vlévá do řeky Odry pod kopcem Nad Rybníčkem. Podobně jako řeka Odra a ostatní potoky v Oderských vrších, mívá obvykle dostatek kvalitní vody. Střelenský potok má přítok potok Bohna a několik dalších bezejmenných přítoků.
Střelenský potok je také místem výskytu chráněného bobra evropského.

## Další informace
Obvykle jedenkrát ročně může být Střelenský potok a jeho okolí přístupné veřejnosti v rámci cyklo-turistické akce Bílý kámen.

## Galerie

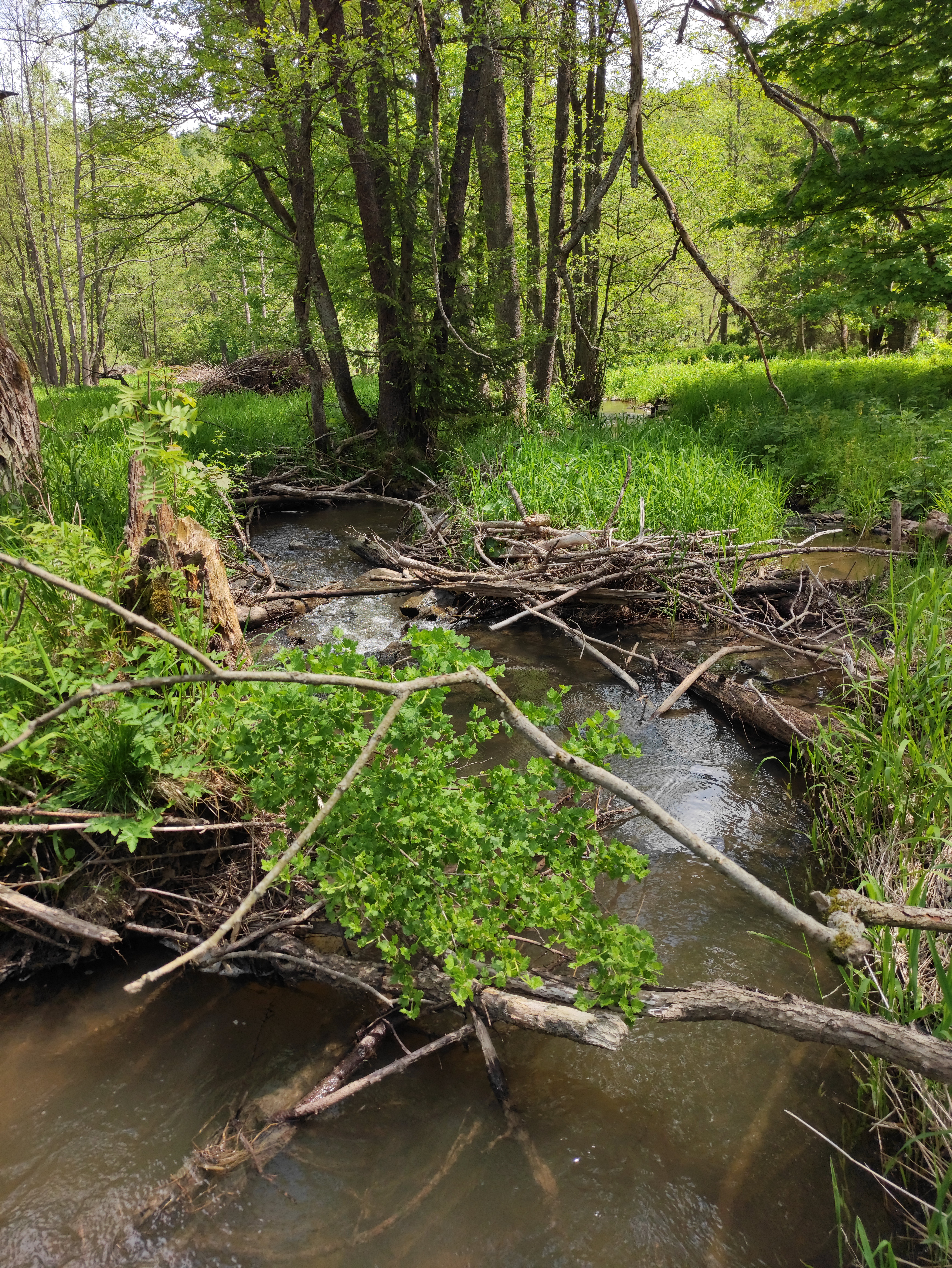
Střelenský potok nedaleko soutoku s Odrou
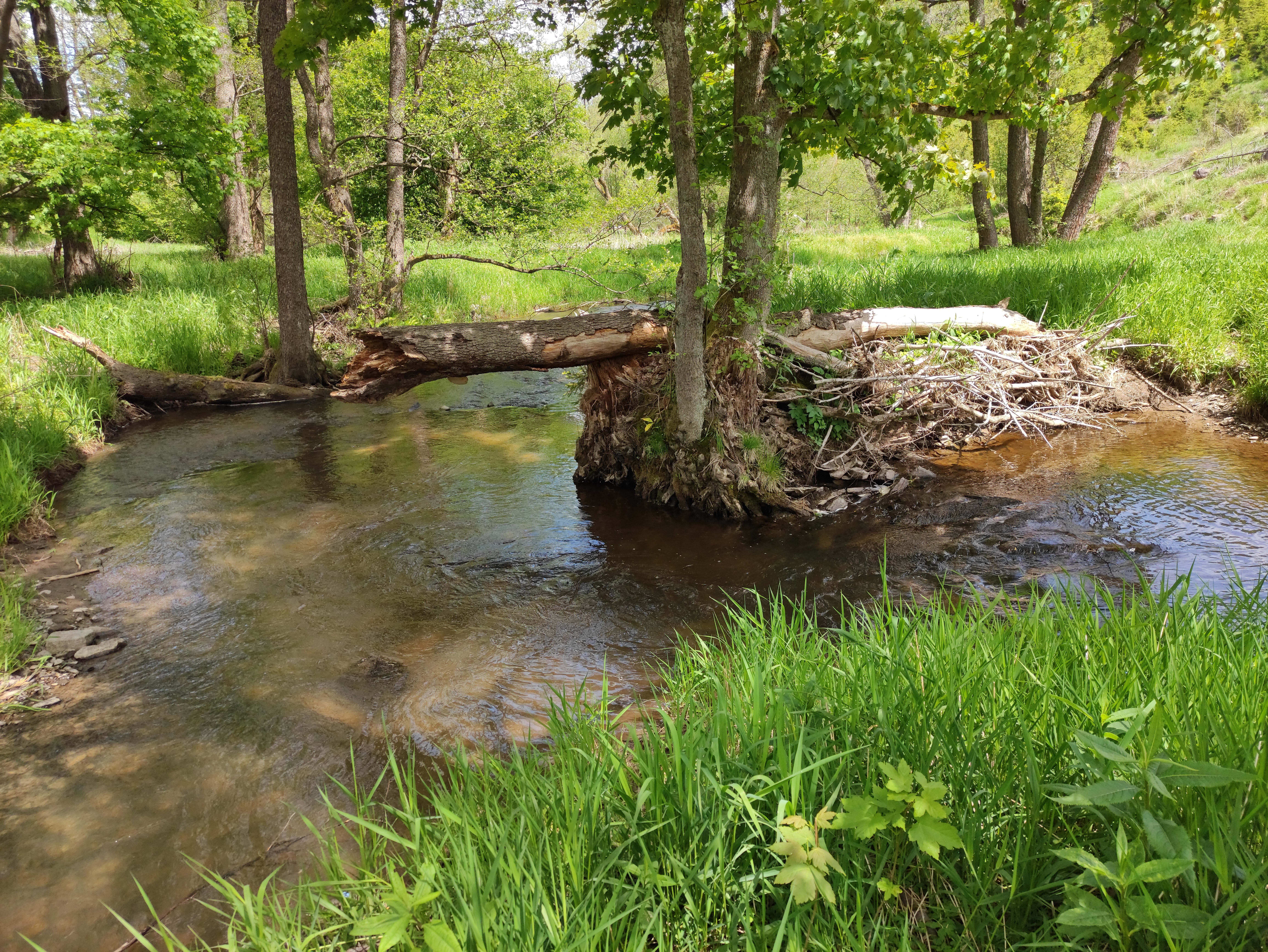
Soutok Střelenského potoka a Odry